# Alarum (film)
Alarum è un film statunitense del 2025 diretto da Michael Polish.

## Trama
Due spie della CIA, Joe e Lara, dopo aver lasciato il servizio, si sposano e si rifugiano in una baita isolata. Tuttavia, vengono braccati da diverse agenzie di intelligence che li credono legati a una squadra di spie traditrici nota come Alarum e che cercano un hard disk rubato. Nonostante gli attacchi, i due riescono a sopravvivere e a fuggire, ma non è chiaro quale sarà il loro destino o se riusciranno a mantenere il disco rigido al sicuro. 